# Oberhünigen
Oberhünigen – gmina (niem. Einwohnergemeinde) w Szwajcarii, w kantonie Berno, w regionie administracyjnym Bern-Mittelland, w okręgu Bern-Mittelland.

## Demografia
W Oberhünigen mieszka 316 osób. W 2020 roku 1,3% populacji gminy stanowiły osoby urodzone poza Szwajcarią.